# Amycle sodalis
Amycle sodalis  (лат.) — вид полужесткокрылых насекомых из семейства фонарницы.

## Распространение
Центральная Америка: Мексика.

## Описание
Мелкие и среднего размера фонарницы, отличающиеся необычной формой головы. Длина тела самцов 13 — 14 мм, самок 16,5 — 18 мм (голова 4,5 мм), основная окраска оранжево-коричневая. Головной выступ вытянутый, треугольной формы, у вершины с параллельными сторонами, дорзо-вентрально сплющенный (сверху плоский, снизу выпуклый). Задние голени с 4-5 шипиками. Вид был впервые описан в 1861 году, а его валидность подтверждена в ходе ревизии, проведённой в 1991 году американским энтомологом Луисом Б. О’Брайеном (Lois B. O’Brien; Entomology, Florida A & M University, Таллахасси, Флорида, США).